# Ертебелле культура
Ертебеле (дан. Ertebølle) — археологічна культура кінця мезоліту — початку неоліту. Назву отримала від локалізації поселення, виявленого поблизу данського населеного пункту Ертебелле на березі Лім-фіорду. 
Датується 5300 – 3950 рр до н.е.
Була поширена на півночі Німеччини, Данії, півдні Швеції, з центром у південній Скандинавії. Генетично споріднена культурам північної Німеччини та Нідерландів.
Це археологічна культура кухонних куп (Кьєккенмедингів від дан. køkkenmødding). Названа відповідно «кьєккенмедингу» Ертебеле в Північній Ютландії (Данія). Довжина його — 140 м, ширина — до 40 м, висота — 1,5 м.
Де були знайдені:
- Характерні оббиті нешліфовані кам'яні знаряддя (макролитичні сокири, трапецієподібні наконечники стріл).
- Кістяні й рогові вістря, долота, сокири, рибальські гачки, руків'я.
- З'являється кераміка — товстостінні гостродонні посудини, миски.

Господарство — рибальство, полювання, ловитва молюсків.